# Strömriktare
En strömriktare är en elektronisk anordning som används för omvandling mellan olika strömtyper. En strömriktare kan också användas för att med hjälp av spänningsreglering reglera hastigheten på motorer eller andra maskiner drivna av elektricitet.